# Cologaritmo
Se denomina cologaritmo en base b de un número x, al logaritmo en base b de su inverso 1/x. Aplicando las propiedades de los logaritmos, se cumple entonces que:
{\displaystyle \operatorname {colog} _{b}x=\log _{b}\left({\frac {1}{x}}\right)=\log _{b}(1)-\log _{b}(x)=-\log _{b}(x)\!}
Se puede afirmar que si A y B son inversos entre sí, es cierto que:
{\displaystyle \log _{b}A+\log _{b}B=0\!},
por lo tanto
{\displaystyle \log _{b}A+\operatorname {colog} _{b}A=0\!}.